# Сепарабельное пространство
Сепара́бельное пространство (от лат. separabilis — отделимый) — топологическое пространство, в котором можно выделить счётное всюду плотное подмножество.
Многие пространства, возникающие в математическом анализе и геометрии, являются сепарабельными.
Сепарабельные пространства обладают некоторыми привлекательными для математиков свойствами, вытекающими из возможности представить каждый элемент пространства как предел последовательности элементов из счётного множества, подобно тому, как всякое вещественное число можно представить в виде предела последовательности из рациональных чисел.
Многие теоремы могут быть доказаны конструктивно только для сепарабельных пространств.
Типичным примером такой теоремы является теорема Хана — Банаха, которая в случае сепарабельных пространств может быть доказана конструктивно, но в противном случае использует для доказательства аксиому выбора.

## Свойства
- Непрерывный образ сепарабельного пространства сепарабелен.
- Каждое открытое топологическое подпространство сепарабельного пространства сепарабельно.
- Не более чем счётное произведение сепарабельных пространств сепарабельно. (При этом произведение произвольного количества сепарабельных пространств уже не обязано быть сепарабельным).
- Множество всех вещественнозначных непрерывных функций на сепарабельном пространстве имеет мощность не больше континуума (так как непрерывная функция однозначно задаётся своими значениями на плотном подмножестве).
- Сепарабельность в случае метрического пространства эквивалентна наличию счётной базы топологии. Компактное метрическое пространство сепарабельно.
- Если в метрическом пространстве присутствует несчётное число элементов, попарное расстояние между которыми больше некоторой положительной константы, то пространство не является сепарабельным.

## Примеры
- Дискретное топологическое пространство сепарабельно тогда и только тогда, когда оно не более чем счётно.
- Пространство вещественных чисел сепарабельно: счётным всюду плотным множеством здесь являются рациональные числа. Более общо, пространства {\displaystyle \mathbb {R} ^{n}} и {\displaystyle \mathbb {C} ^{n}} сепарабельны.
- Пространство непрерывных функций на отрезке {\displaystyle [0,1]} с метрикой равномерной сходимости (то есть пространство {\displaystyle C[0,1]}) сепарабельно. По аппроксимационной теореме Вейерштрасса пространство многочленов с рациональными коэффициентами на том же отрезке является его счётным всюду плотным подпространством. Теорема Банаха — Мазура утверждает, что любое сепарабельное банахово пространство изоморфно какому-либо замкнутому подпространству {\displaystyle C[0,1]}.
- Гильбертово пространство сепарабельно тогда и только тогда, когда в нём существует счётный ортонормированный базис.
- Пространство {\displaystyle \ell ^{\infty }} не является сепарабельным, так как содержит несчётное множество с попарными расстояниями, равными единице (множество всех последовательностей из нулей и единиц).
- Пространства Гёльдера {\displaystyle C^{n,\lambda }} не являются сепарабельными.[2]